# Partido Republicano Radical Socialista Independiente
El Partido Republicano Radical Socialista Independiente (PRRSI) fue un partido político español de ideología republicana de izquierdas y de breve existencia durante la Segunda República Española.

## Historia
La formación nació en el seno del Partido Republicano Radical Socialista (PRRS), que en 1933 era víctima de profundas discrepancias internas sobre la colaboración con los socialistas en el seno del gobierno abrieron una grave brecha en el seno del PRRS. Los sectores más izquierdistas, liderados por Marcelino Domingo y Álvaro de Albornoz, partidarios de mantener la coalición con el PSOE, se enfrentaron al sector más derechista, encabezado por Félix Gordón de Ordás, más proclive al acercamiento al Partido Radical de Lerroux. 
Durante el III Congreso del PRRS, el sector progresista abandonó el partido para fundar uno nuevo, el PRRSI. El nuevo partido contó con tres de los cuatro fundadores del PRRS: Domingo, Albornoz y Galarza, además de con Salmerón, Baeza, Francisco Barnés, Victoria Kent, Luis López-Dóriga, Antonio Pérez Torreblanca y Gregorio Vilatela. Del grupo parlamentario, 26 diputados se adscribieron a la nueva formación. En Alicante se formó una importante agrupación del PRRSI, liderada por José Alonso Mallol.
Consecuencia de la división que experimentó el centro-izquierda republicano, el PRRSI solo obtuvo tres diputados en las elecciones generales de 1933. Puesto que hacía falta contar con diez diputados para formar un grupo parlamentario, el PRRSI se unió a los diputados de Acción Republicana (AR) y a los del Partido Republicano Gallego (PRG) para así poder formar grupo propio. Esto supuso un importante antecedente de coalaboración entre estos partidos, que acabaron decidiendo unirse y formar un nuevo partido. Así, el 3 de abril de 1934 el PRRSI se fusionó con AR y el PRG para dar lugar a Izquierda Republicana.